# フエルテ川
フエルテ川（フエルテがわ）はメキシコ北西部、シナロア州を流れる川。西シエラ・マドレ山脈から流れ出し、カリフォルニア湾へ注ぐ。
西シエラ・マドレ山脈内でベルデ川とウリケ川が合流してフエルテ川となり、おおむね南西に290km流れてロスモチスの西43kmの場所でカリフォルニア湾へと注いでいる。エル・フエルテ付近にはミゲル・イダルゴダムがあってシナロア州最大の貯水池を形成しており、水はシナロア州北部やソノラ州南部で農業用水として広く利用されている。
川の周囲には、主にアメリカ合衆国に輸出されているマンゴーのプランテーションが広がっている。
フエルテ川の水源にあたる6つの川はバランカ・デル・コブレという大規模な峡谷をつくっている。
河口および付近のアヒアバンポ湖一帯にはアメリカヒルギ、ブラックマングローブ、ホワイトマングローブ、ボタンマングローブなどのマングローブがあり、2008年にラムサール条約登録地となった。